# Aaron Freeman
Para el cantante de Ween véase Aaron Freeman (músico)
Aaron Freeman (n. Kankakee, Illinois, 8 de junio de 1956) es un periodista estadounidense, comediante, escritor, caricaturista y bloguero.

## Vida privada
Es un converso del catolicismo al judaísmo. Está casado con la artista Sharon Rozenzweig, quien colabora en proyectos como la tira cómica La Torá Comic. Residen en un suburbio de Chicago.

## Carrera
Freeman ha actuado regularmente con The Second City. Como comediante de "stand up", fue miembro del cuarteto del Israeli/Palestinian Comedy TouR. Es conductor del programa de radio semanal Metropolis, que se emite en el Medio Oeste. También es comentarista en el programa de NPR, All Things Considered. Freeman coescribió y dirigió la comedia de teatro The Arab/Israeli Comedy Hour. Junto con su viejo amigo y colaborador Rob Kolson, creó Do the White Thing y la secuela Gentlemen Prefer Bonds.
En 1983, Freeman creó la sátira Council Wars, que se basa en el Consejo de la Ciudad de Chicago, cuando Harold Washington era alcalde. Desde hace diez años presenta el programa de televisión Talking with Aaron Freeman. Fue corresponsal en jefe del programa de ciencia y tecnología para la televisión pública de Chicago.